# Ben Davidson

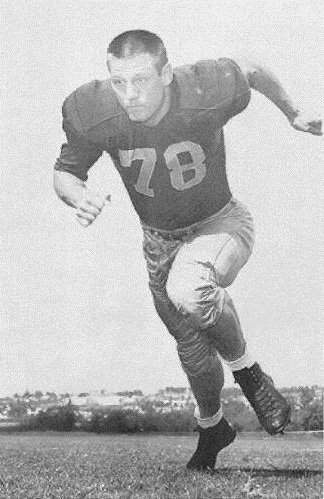
Ben Davidson em 1960

Benjamin Earl Franklin Davidson Junior, conhecido como Ben Davidson (Los Angeles, 14 de junho de 1940 - San Diego, 2 de julho de 2012), foi um jogador de futebol americano e ator estadunidense.

## Careira

### Futebol americano
Na adolescência e estudando no "Woodrow Wilson High School", em Los Angeles, foi jogador de basquetebol do time da escola. Quando frequentava a faculdade comunitária de "East Los Angeles College", no final da década de 1950, foi convidado pelo técnico a entrar no time de futebol americano da faculdade, pois possuía um porte elevado, ideal para um jogador de defesa. Ben realizou excelentes jogos pela faculdade que em 1959, recebeu uma bolsa de estudo para a estudar e jogar na Universidade de Washington, em Seattle, sob o comando do badalado treinador Jim Owens.
Na quarta rodada da NFL Draft de 1961, Ben foi selecionado pelo New York Giants que rapidamente o negociou para o Green Bay Packers. Pelo Green Bay, fez a sua estreia na NFL na temporada de 1961. Nas temporadas de 1962 e 1963, jogou pelo Washington Redskins. 
Entre 1964 e 1971, Ben Davidson jogou na AFL pelo Oakland Raiders. Sua instabilidade como defensor no Oakland Raiders no final da temporada de 1970 e por quase toda a temporada de 1971, fez com que o clube não renovasse o seu contrato. Desta maneira, Ben ficou duas temporadas sem jogar num clube profissional.  
Em 1974, assinou contrato com o Portland Thunder para jogar na recém criada World Football League (liga que existiu por dois anos, em 1974 e 1975). No final da temporada de 1974, sofreu uma grave lesão no joelho que o fez abandonar a carreira de esportista.

### Cinema
Em 1970, Ben foi convidado a fazer uma pequena participação no filme MASH, e no período em que ficou sem jogar em um clube de futebol (entre 1972 e 1973), foi convidado a participar do filme Behind the Green Door (considerado, na atualidade, um clássico do cinema pornográfico). Após abandonar a carreira de jogador, passou a trabalhar em séries de televisão e filmes de Hollywood. Suas principais atuações foram em: The Black Six (filme de 1974 no papel de Thor), CHiPs (seriado com participação em episódio no ano de 1978), Charlie's Angels (seriado com participação em episódio no ano de 1978), Fantasy Island (seriado com participação em episódio no ano de 1979), Conan the Barbarian (filme de 1982 no papel de Rexor), Cracking Up (filme de 1983), Necessary Roughness (filme de 1991), entre outras produções. Se último trabalho como ator, foi no seriado "Renegade" (de 1992 a 1997), no papel do "Sheriff Warren" na temporada de 1994.

## Falecimento
Ben Davidson faleceu em 2012, aos 72 anos, em decorrência de um câncer da próstata.